# Punduana volkameriifolia
Punduana volkameriifolia là một loài thực vật có hoa trong họ Cúc. Loài này được (DC.) Steetz miêu tả khoa học đầu tiên năm 1864.